# Павло Крутоус
Павло Крутоус (нар. 9 квітня 1992, Біла Церква) — український баскетболіст БК «Будівельник» Північноєвропейської баскетбольної ліги та Ліги чемпіонів, а також національної збірної України, де брав участь у Євробаскеті 2015.